# Eva Koppel

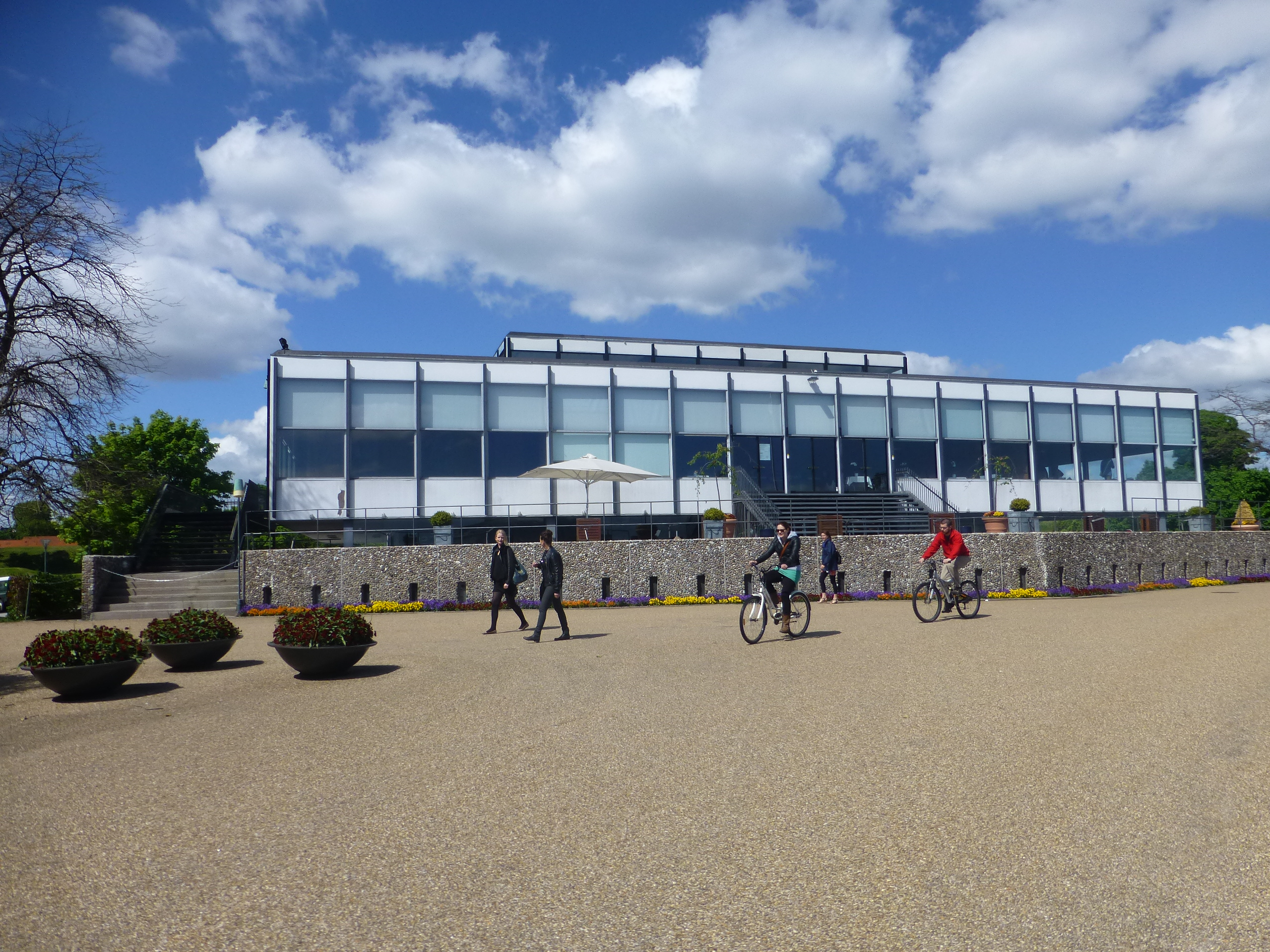
Langeliniepaviljongen

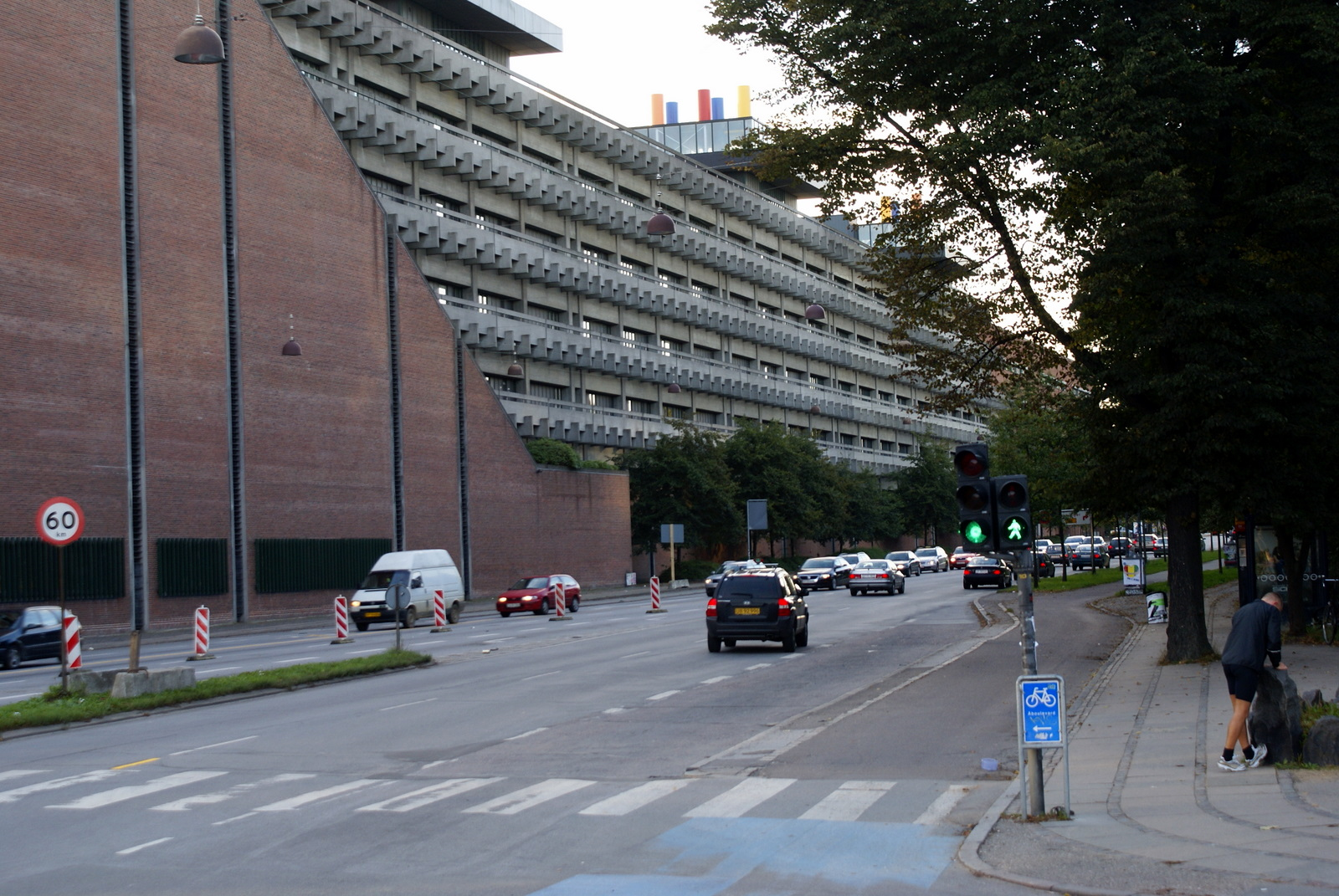
Panuminstitutet

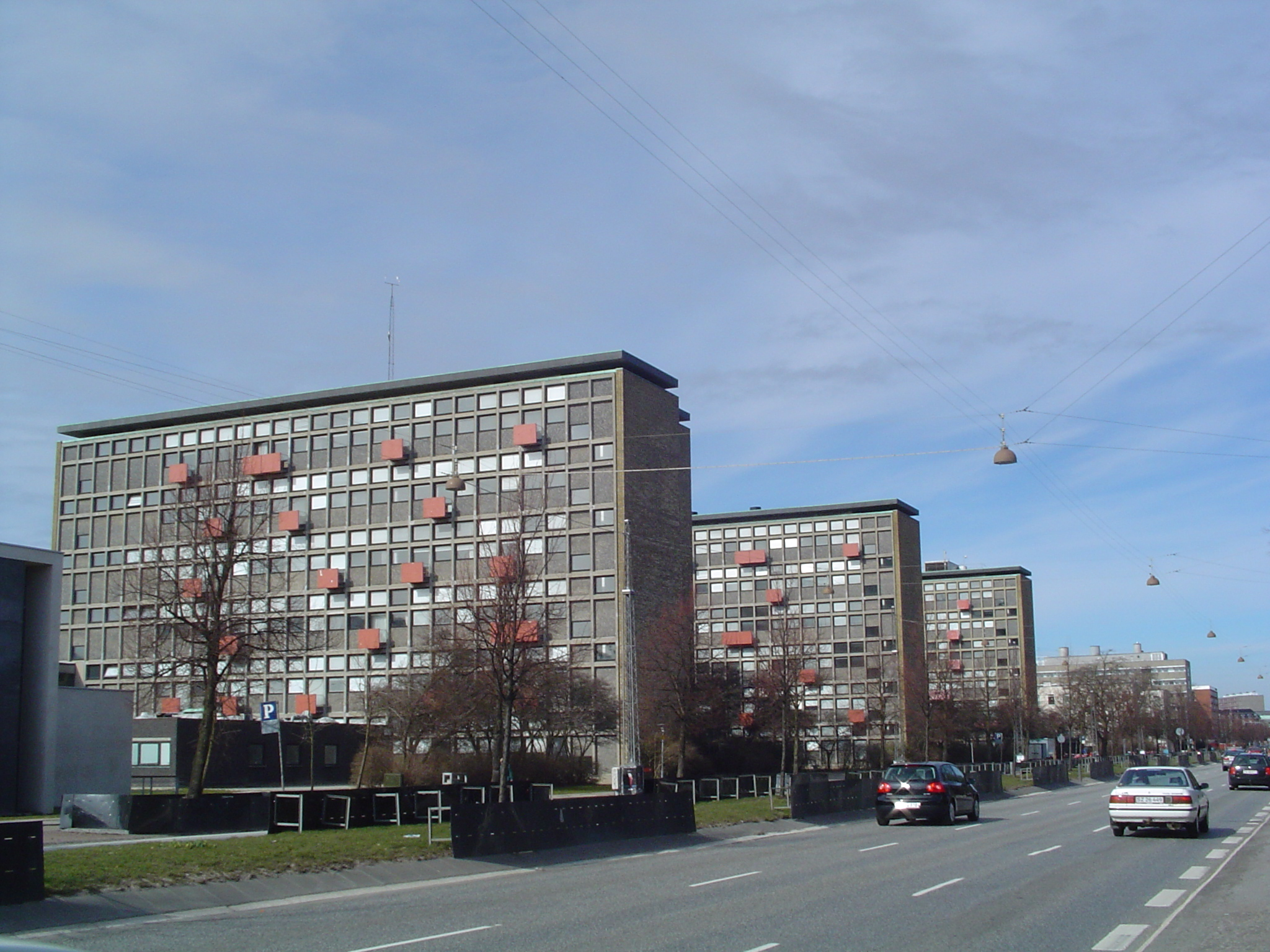
H.C. Ørsted Institutet

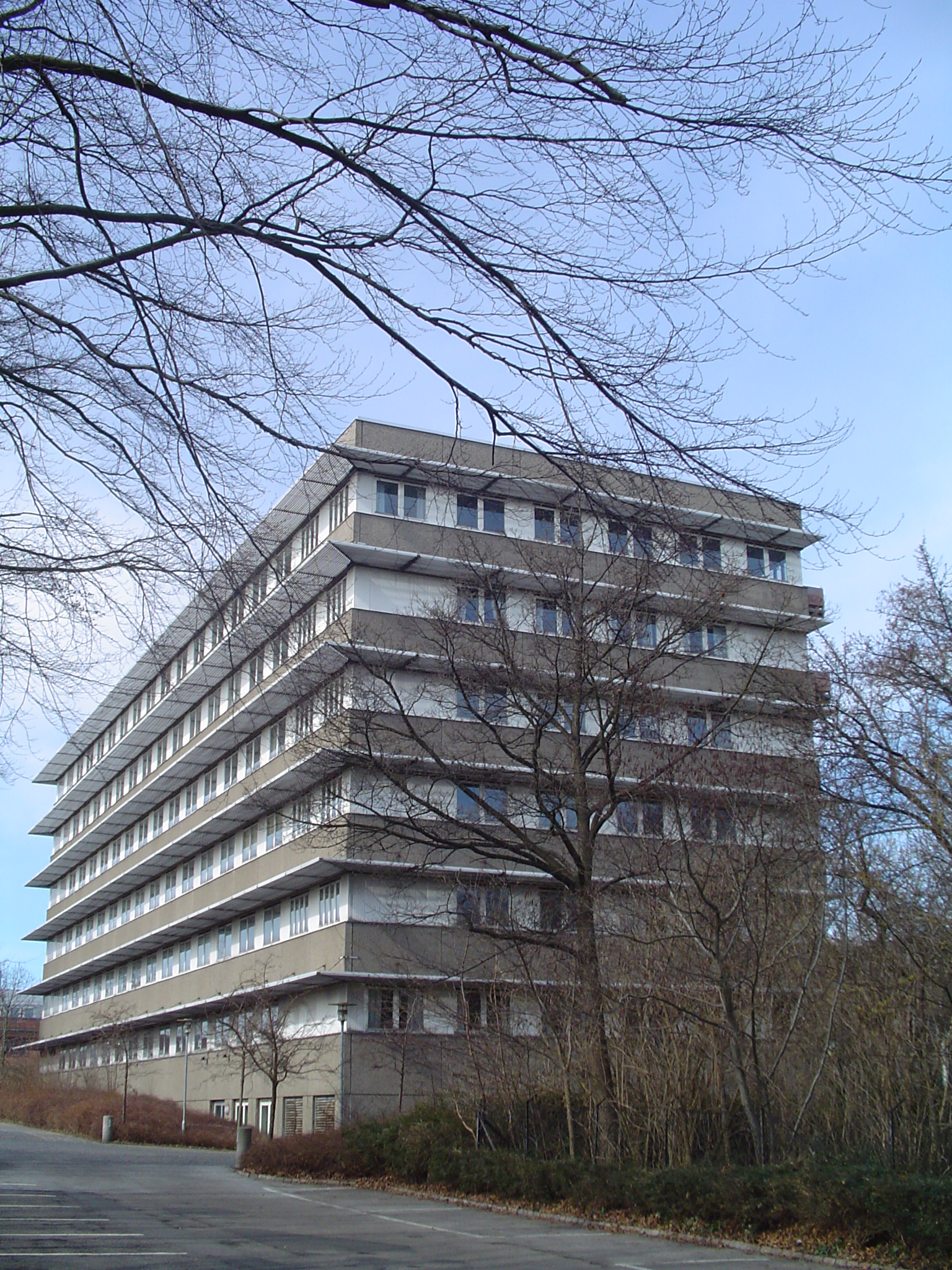
August Krogh-institutet

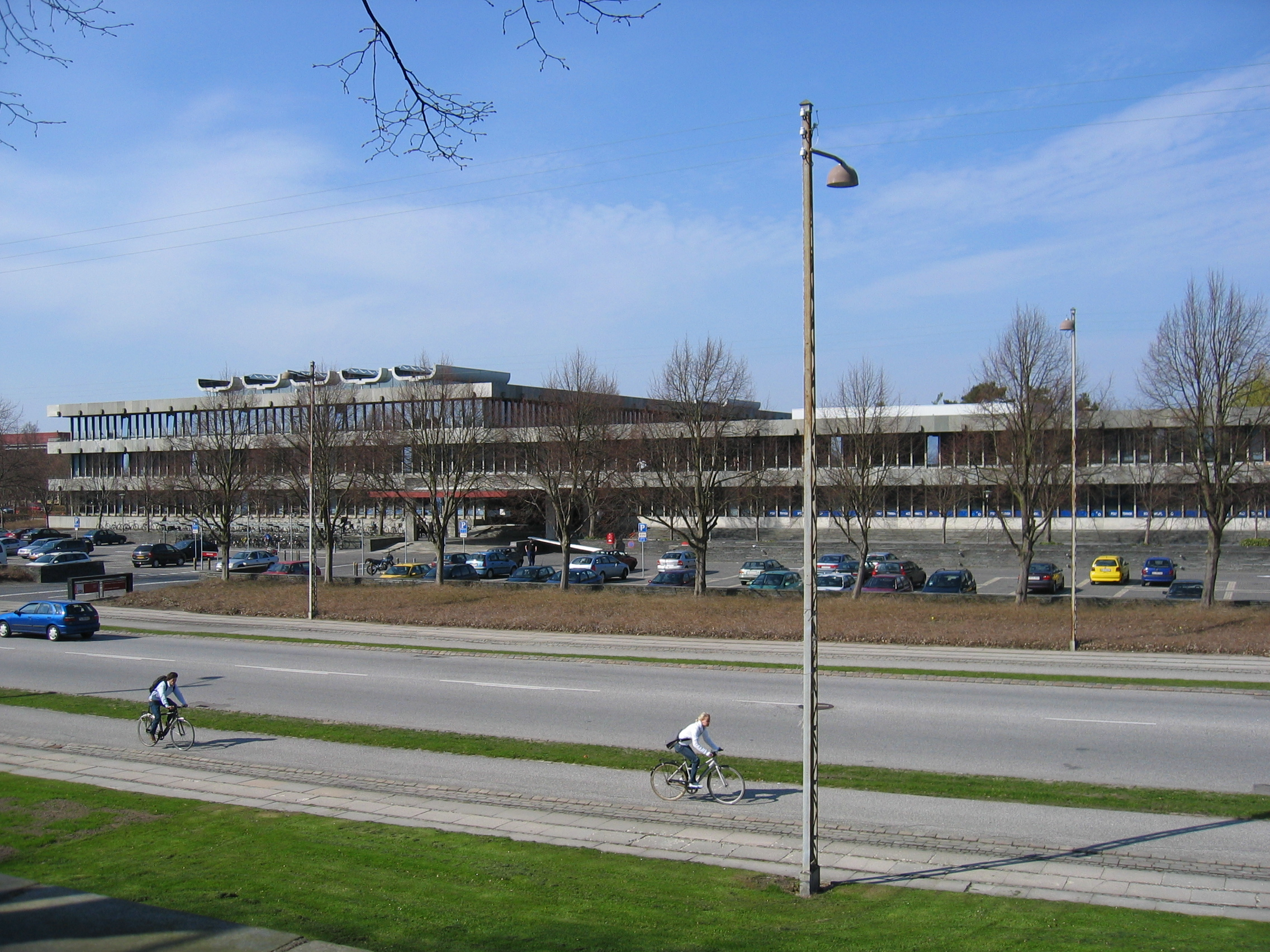
Danmarks Tekniske Universitet

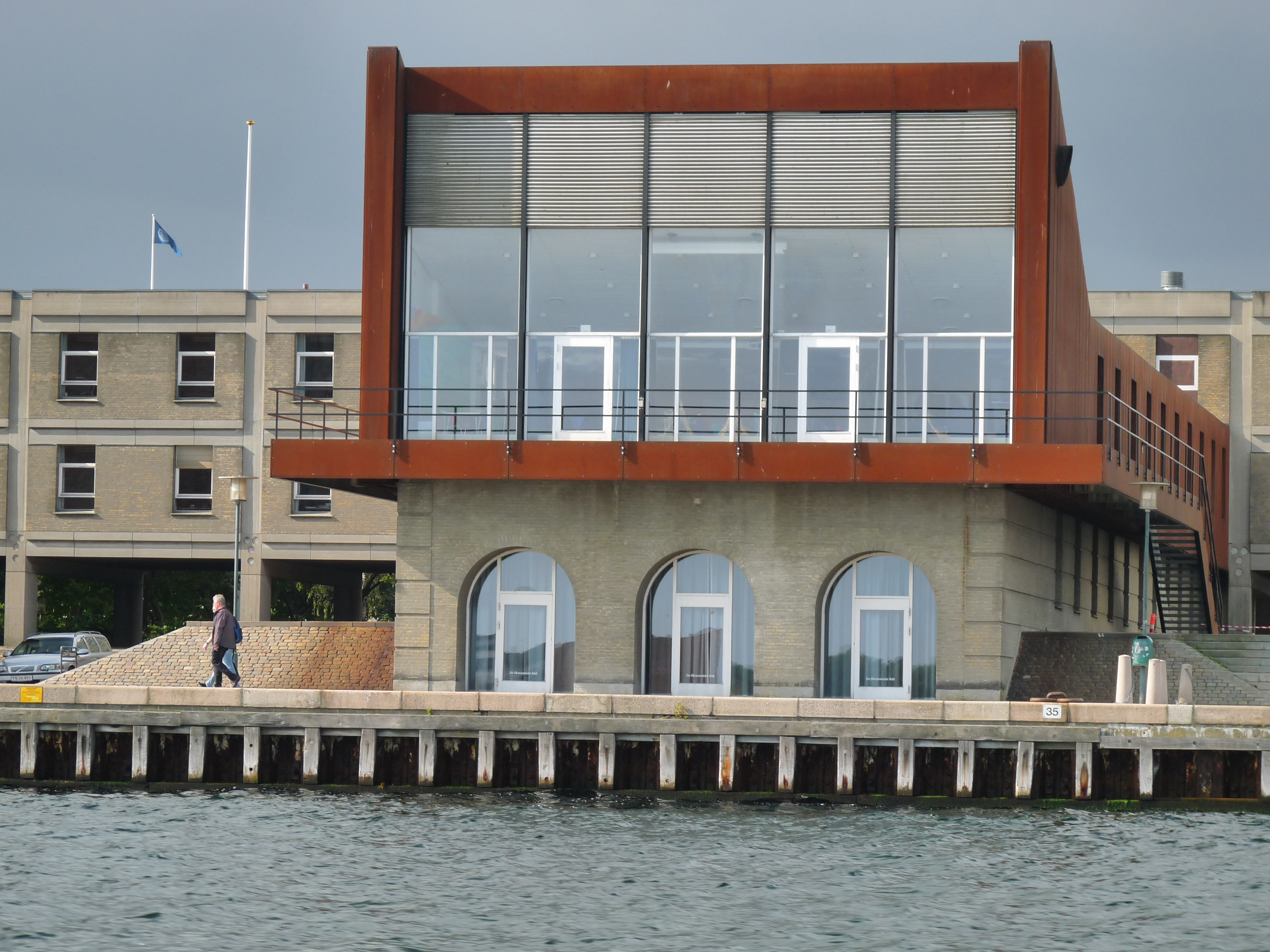
Nordre Toldbod

Eva Koppel, född Ditlevsen 1 januari 1916 i Frederiksberg, död 1 augusti 2006, var en dansk arkitekt.
Eva Koppel träffade Nils Koppel på Den Polytekniske Læreanstalt år 1935, där Eva studerade matematik och Nils läste till ingenjör. Samma år sökte de bägge in på Kunstakademiets Arkitektskole och kom bägge in. De gifte sig 1936. 
Under studietiden 1939–1940 arbetade de tillsammans på Alvar Aaltos arkitektkontor i Helsingfors. De fick sitt första barn 1940 och examinerades från arkitektskolan 1941. Nils Koppels far var jude och han arresterades 1943, men blev frisläppt, varefter familjen Koppel kunde rädda sig över med en liten båt över Öresund till Sverige. De fick sedan åter arbete på Alvar Aaltos arkitektkontor.  
De återvände till Danmark efter andra världskriget 1945 och startade en arkitektverksamhet i sitt hem. De ritade ett antal enfamiljshus, till en början åt familj och vänner, samt formgav tapeter, stolar och ljusarmatur och andra konstindustriföremål. År 1952 färdigställdes Varminghuset, ett enfamiljshus i Gentofte för Birgitte och Jørgen Varming, vilket anses vara ett föregångshus för nordisk modernism och som blev byggnadsminne 2005.
År 1951 utlyste Gladsaxe kommun en arkitekttävling för ett kulturcentrum i Buddinge, med skola, biograf, en stor aula för 800 platser, bibliotek samt ungdomsklubblokaler, som vanns av Eva och Nils Koppel. Det slutliga bygget kom också att omfatta en folkskola 1955, Gladsaxe gymnasium 1956 och en gemensam aula för skolorna 1964. 
Arkitektfirman blev berömd 1954 efter det att den vunnit arkitekttävlingen om Langeliniepaviljongen i Köpenhamn, som blev uppförd 1958 och byggnadsminne 2007. Samtidigt med Gladsaxeprojektet och Langeliniepaviljongen fick paret Koppel via familjeförbindelser sitt första stora uppdrag 1954–1958 med utbyggnaden av Søllerød Park. 
År 1956 utnämndes Nils Koppel till Kunglig byggnadsinspektör, vilket medförde att arkitektkontoret fick uppdrag att rita bland andra H.C. Ørsted-institutet 1958–1964, Danmarks Tekniske Universitet 1960–1973, Panuminstitutet 1966–1986 och Københavns Universitet Amager 1971–1980 (rivet). År 1968 slog Koppels ihop sin firma med Gert Edstrands och Poul Erik Thyrrings arkitektkontor till Arkitektkontoret KKET, senare KKE, vilken fick flera stora offentliga uppdrag. 
Eva och Nils Koppel fick Eckersbergmedaljen 1955.

## Verk i urval

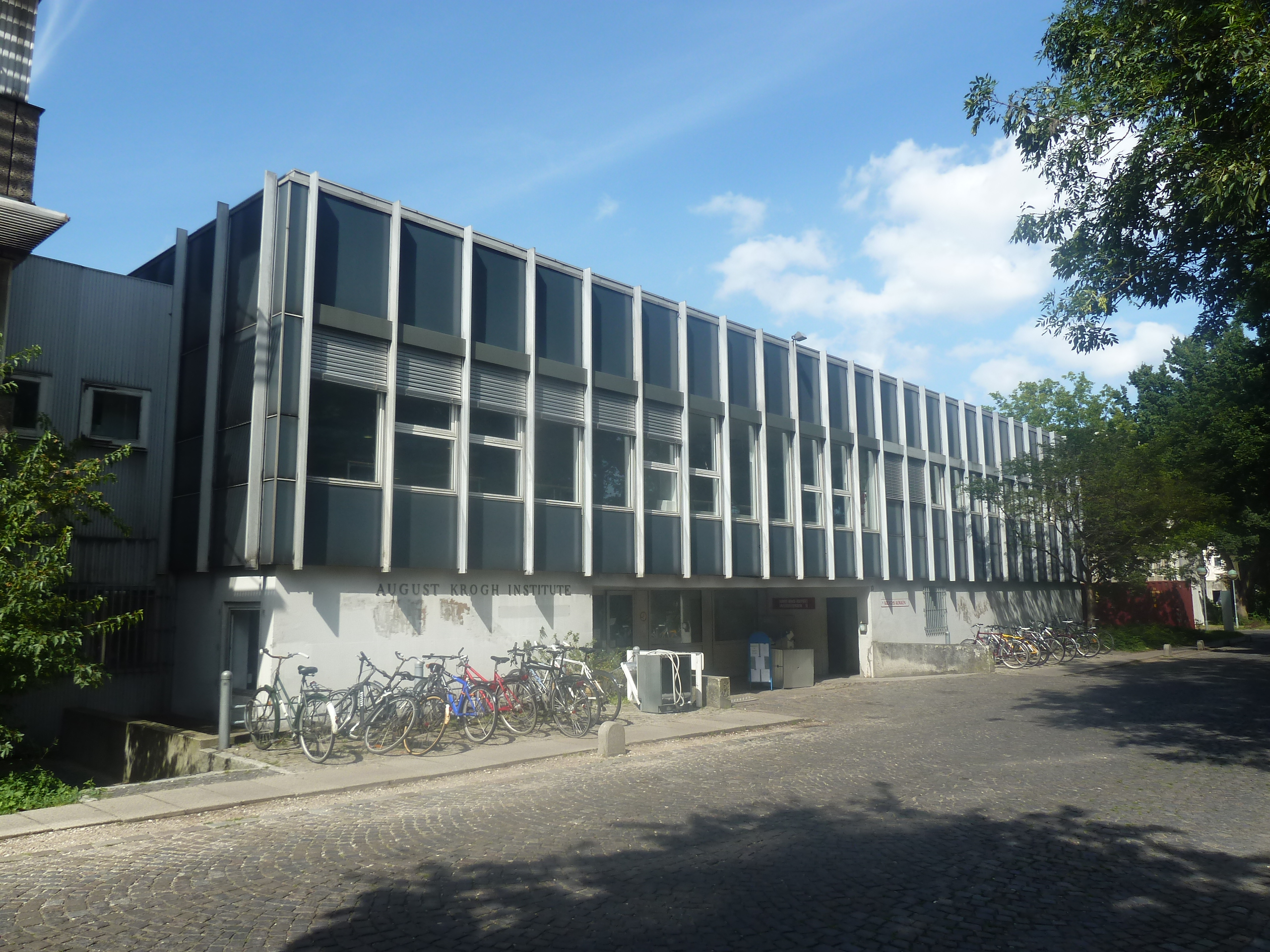
August Krogh Instituttet i Universitetsparken på Nørrebro i Köpenhamn.

- Eget hus, Hundesøvej 3B, Gentofte, 1942 (tillsammans med Bent Karlby)
- Varminghuset, enfamiljshus för Birgitte och Jørgen Varming, Skovvej 35A, Gentofte, 1952
- Buddinge Skole, Gladsaxe Gymnasium och Gladsaxe Teater, 1953–1958
- Bostadsbebyggelsen Søllerød Park, Holte, 1954–1958
- H.C. Ørsted-institutet och August Krogh-institutet, 1955–1962
- Langeliniepaviljongen, Langelinie 10, 1957–1058
- Egegaardsskolen, Gladsaxe, 1961
- Bostadsbebyggelsen Ericaparken, Gladsaxe, 1961
- Distriktstoldkammer nr. 6, Vasbygade 10, Sydhavnen, 1961–1964
- Danmarks Tekniske Højskole, nu Danmarks Tekniske Universitet, 1961–1975
- Skadedyrslaboratorium, Kongens Lyngby, 1962–1963 (tillsammans med Gert Edstrand)
- Ombyggnad av Statens Museum for Kunst, 1966–1970

### KKET, respektive KKE
- Panuminstitutet och Københavns Tandlægehøjskole, 1966–1986
- Kampsax Kollegiet, Kongens Lyngby 1968–1970
- Schou-Epa-bygningen, Köpenhamn 1969–1970
- Nybrogård Kollegiet, Kongens Lyngby, 1969–1972 (tillsammans med Mogens Kjær-Andersen)
- Bostadsbebyggelsen Grønnedalsparken, Skanderborg, 1970–1975
- Direktoratet for Toldvæsenet, 1972–1975
- Københavns Universitet Amager, 1972–1979
- Kalundborg Handelsskole, Kalundborg, 1975
- Distriktstoldkammer, Køge, 1975–1976
- Restaurering av Sorø Akademi, Sorø